# جیمز باند ۰۰۷: سنگ خونین
جیمز باند ۰۰۷: سنگ خونین (به انگلیسی: James Bond 007: Blood Stone) یک بازی ویدئویی به سبک تیراندازی سوم شخص و بیست و چهارمین سری از بازی‌های جیمز باند می‌باشد. این بازی در ۲ نوامبر سال ۲۰۱۰ میلادی در آمریکای شمالی و در تاریخ ۵ نوامبر ۲۰۱۰ در اروپا و برای کنسول‌های پلی‌استیشن ۳، ایکس‌باکس ۳۶۰ و سیستم عامل مایکروسافت ویندوز توسط شرکت بیزار کریشنز تولید و به وسیلهٔ اکتیویژن به بازارهای جهانی عرضه گردید.

این بازی دومین بازی از سری جیمز باند می‌باشد که توسط شرکت اکتیویژن منتشر گردیده و اولین بازی پس از نسخهٔ جیمز باند ۰۰۷: همه چیز یا هیچ چیز می‌باشد که دارای خط داستانی مستقل می‌باشد.

## روند بازی
این بازی به صورت اکشن و تیراندازی سوم شخص ساخته شده و دارای المان‌های مبارزات تن به تن و سکانس‌های اتومبیل رانی درون بازی می‌باشد. از خصوصیات جدید این بازی سیستم نشانه‌گیری خودکار بر روی دشمنان است. بخش چندنفره بازی امکان بازی ۱۶ نفر به صورت همزمان را به بازیبازها می‌دهد.

## داستان
داستان این بازی همانطور که اشاره گردید براساس هیچ رمان یا فیلمی از سری جیمز باند نمی‌باشد و خط داستانی کاملاً مستقلی دارد.

داستان سنگ خونین چند سال پس از اتفاقات بازی ذره‌ای آرامش است که طی آن گروه تروریستی بین‌المللی Greco قصد حمله به یکی از کنفرانس‌های G-20 واقع در شهر آتن را دارند و جیمز باند توسط "اِم" مأمور رسیدگی و ممانعت از این حمله تروریستی می‌شود و...

## شخصیت‌ها
- جیمز باند با صدا و مدل (دنیل کریگ)
- نیکل هانت[۵]:با مدلسازی چهره خانم جاس استون. خانم طراح جواهرات ثروتمند که رابط ارتباطی بین مأموران MI6 در موناکو است.
- رَک[۶]: با صداپیشگی جیمز گود، یکی از شخصیت‌های منفی بازی و از بی‌رحمترین تروریست‌های بازی که اهل کشور چین است.
- استفان پومروف[۷] : یکی از دو شخصیت منفی بازی و صاحب کارخانه مواد شیمیایی در صربستان. خود این شخصیت اهل کشور روسیه می‌باشد.
- برنین[۸] : با صداپیشگی آقای رامون تیکارام. یکی از گانگسترهای خرده‌پا و رابط فروش تحقیقات Tedworth به "استفان پومروف".
- Malcolm Tedworth : دانشمندی که بر روی نوع خاصی پادزهر مطالعات علمی انجام می‌دهد.
- Greco : یکی از طراحان اصلی حمله تروریستی به کنفرانس گروه G-20 در شهر آتن
- سیلک[۹] : دوست قدیمی جیمز باند و صاحب یک باشگاه در بانکوک تایلند.
- کلنل پینگ[۱۰] : یکی از شخصیت‌های فرعی و جاسوس چینی که در مقطعی از بازی به جیمز باند کمک می‌نماید.

## مشخصات فنی

گرافیک بازی

- گرافیک: این بازی از سری باز ی‌های «تیراندازی سوم شخص» می‌باشد و محیط بازی به صورت کاملاً سه بعدی طراحی و ساخته شده‌است. چهره جیمز باند کاملاً از روی چهره دنیل کریگ طراحی و مدلسازی شده‌است.
- امتیاز کلی: نسخه‌های مختلف این بازی امتیازهای متفاوتی از سایت‌های بازی دریافت کرده و بنظر از نظر سایت‌های منتقد بازی نمره بالایی کسب ننموده است. میانگین نمرات نسخه‌های مختلف این بازی به شرح زیر می‌باشد:[۱۱]

| پلی‌استیشن ۳   | ۶۵٫۲۳ |
| ایکس باکس ۳۶۰ | ۶۴٫۰۶ |
| ویندوز        | ۶۲٫۹۲ |